# Паразитарні хвороби
Паразитарні хвороби (також паразитози, англ. parasitic disease, parasitosis, від грец. Παράσιτο — «нахлібник») — інфекційні захворювання, які спричинюють паразити. Багато паразитів не породжують тяжких захворювань, оскільки це може призвести до смерті макроорганізму. Особливість більшості паразитарних хвороб — тривала, багаторічна присутність збудника в організмі хворого (за відсутності специфічного лікування), що визначається тривалістю життя багатьох паразитів або частими повторними зараженнями.
Паразитарні хвороби можуть уражати практично всі живі організми. Паразити, які заражають людину, називаються паразитами людини. Наука, яка вивчає паразитарні захворювання, називається паразитологією. Відмінність паразитів від хижаків полягає в тому, що фізіологія паразита підпорядкована фізіології хазяїна, його життєвий цикл неможливий чи значно ускладнений без отримання від хазяїна необхідних для паразита біологічних ресурсів. Їх паразит може отримати тільки від обмеженого числа хазяїв. Чим довше філогенетично триває співіснування, тим якісніше вид-паразит пристосовується до свого хазяїна і тим менше шкоди завдає йому.

## Класифікація
Вважається, що до паразитарних хвороб входять:
- ендопаразитози (їхні збудники живуть всередині хазяїна):

- протозойні хвороби (які спричинюють найпростіші);
- гельмінтози;

Іноді визначення «паразитарної хвороби» обмежується захворюваннями, зумовленими ендопаразитами.
- екзопаразитози (їхні збудники живуть на поверхні тіла або зовнішніх слизових оболонках хазяїна):

- акаріази та арахнози, збудниками яких є кліщі та павуки;
- ентомози, спричинені паразитуванням комах.

Взагалі у медицині паразитами не дуже виправдано традиційно називають еукаріотичні організми. Тобто найпростіших, які інфікують людину, вважають паразитами, а бактерій і патогенних грибів — ні, хоч вони і є еукаріотами.
Життєвий цикл багатьох ендопаразитів складний. Збудники ряду ендопаразитарних хвороб, зокрема, дифілоботріозу, малярії, теніозу і теніаринхозу, для завершення свого розвитку використовують двох, а іноді й трьох хазяїв — тварин різних видів.
Зараження паразитами може відбуватися активно, коли він укорінюється в організмі хазяїна через ушкоджену або неушкоджену шкіру, або пасивно, коли паразит заноситься до організму з водою, їжею. Паразити можуть бути тимчасовими (комарі, мухи, деякі кліщі тощо) та постійними (гельмінти, воші).

## Вплив паразитів
Паразити чинять різний вплив на організм людини чи тварини:
- механічне пошкодження,
- ураження тканин або органів,
- інтоксикація продуктами свого обміну,
- алергічні реакції в організмі хазяїна.

Паразити також можуть у місцях вторгнення їх у тканини сприяти проникненню та накопиченню там деяких збудників інфекційних хвороб.

## За типом паразитизму
Збудників інфекційних хвороб можна розділити на три групи:
- Облігатні паразити. Єдиною середовищем їхнього життя завжди слугує певний хазяїн. Тому, незалежно від шляхів передачі, такі збудники відрізняються найбільш вираженою залежністю від хазяїв.
- Факультативні паразити, крім організму хазяїна, можуть циркулювати і в довкіллі.
- Випадкові паразити — збудники типових сапронозов. Для них довкілля (ґрунт, вода, рослинні та інші органічні субстрати) служить нормальним і найбільш звичайним середовищем мешкання.